# Robbie Weiss
Robbie Weiss, né le 1er décembre 1966 à Chicago, est un ancien joueur de tennis professionnel américain.

## Carrière
Il a remporté un titre ATP à São Paulo en 1990 et trois titres Challenger en simple à Itu en 1992, à Rancho Mirage en 1993 et à Granby en 1995.
En 1992, il bat Stefan Edberg alors no 2 mondial en seizième du tournoi de Miami (6-3, 3-6, 6-4).
En 1993, il bat Ivan Lendl alors no 6 mondial en seizième du tournoi de Washington (2-6, 7-65, 6-4)

## Palmarès

### Titre en simple messieurs
| No | Date       | Nom et lieu du tournoi  | Catégorie    | Dotation  | Surface         | Finaliste   | Score         |  |
| -- | ---------- | ----------------------- | ------------ | --------- | --------------- | ----------- | ------------- |  |
| 1  | 22-10-1990 | Philips Open, São Paulo | World Series | 125 000 $ | Moquette (ext.) | Jaime Yzaga | 3-6, 7-6, 6-3 |  |

## Parcours dans les tournois duGrand Chelem

### En simple
| Année | Open d'Australie | Open d'Australie | Internationaux de France | Internationaux de France | Wimbledon       | Wimbledon  | US Open         | US Open      |
| ----- | ---------------- | ---------------- | ------------------------ | ------------------------ | --------------- | ---------- | --------------- | ------------ |
| 1988  | —                | —                | —                        | —                        | —               | —          | 1er tour (1/64) | K. Curren    |
| 1989  | —                | —                | —                        | —                        | —               | —          | 1er tour (1/64) | A. Agassi    |
| 1990  | —                | —                | —                        | —                        | —               | —          | —               | —            |
| 1991  | 1er tour (1/64)  | J. Eltingh       | —                        | —                        | —               | —          | —               | —            |
| 1992  | —                | —                | —                        | —                        | —               | —          | 2e tour (1/32)  | Bo. Becker   |
| 1993  | 2e tour (1/32)   | J. Courier       | 1er tour (1/64)          | A. Krickstein            | 1er tour (1/64) | B. Black   | 1er tour (1/64) | J. Siemerink |
| 1994  | 1er tour (1/64)  | T. Muster        | —                        | —                        | 1er tour (1/64) | M. Tebbutt | 2e tour (1/32)  | M. Zoecke    |

N.B. : à droite du résultat se trouve le nom de l'ultime adversaire.

### En double
N'a jamais participé à un tableau final